# Ursinia tenuifolia
Ursinia tenuifolia là một loài thực vật có hoa trong họ Cúc. Loài này được (L.) Poir. miêu tả khoa học đầu tiên năm 1808.